# Беседы у камина

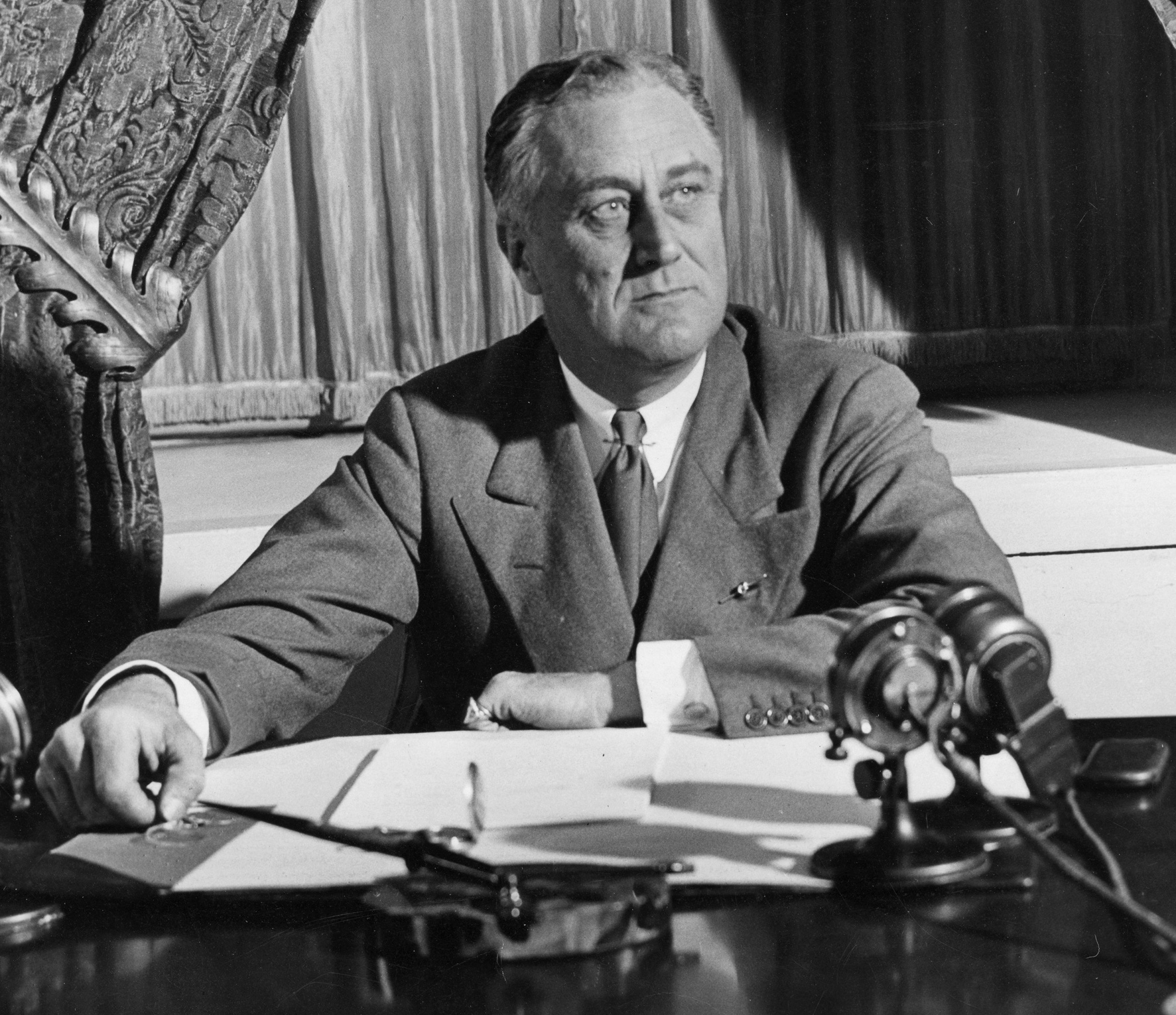
Президент Франклин Рузвельт после очередного радиообращения

«Беседы у камина» (англ. Fireside chats) — обобщённое название радиообращений президента США Франклина Рузвельта к американскому народу. В период с 1933 по 1944 год состоялось 30 передач, в которых освещались актуальные политические и экономические вопросы. «Беседы» стали примером первого прямого и доверительного общения высшего государственного лица США с гражданами, а Рузвельту обеспечили высокую популярность среди избирателей, которую иногда сравнивали с популярностью Авраама Линкольна. С помощью радио Рузвельт пресекал слухи и объяснял грядущие перемены обстоятельно и понятно. Формат радиопередачи особенно подходил Рузвельту, поскольку не демонстрировал публике, что президент парализован ниже пояса.

## Источник идеи
По утверждению историка и биографа Рузвельта Джеймса Мак-Грегора Бернса, впервые будущий президент США использовал радиообращение в 1929 году будучи губернатором штата Нью-Йорк. Рузвельт занимал пост при консервативном большинстве в сенате штата, поэтому изредка обращался напрямую к избирателям. В статье из журнала New York History Джеффри Сторм пишет, что хотя обращение на радиостанции WGY 3 апреля 1929 года было третьим в карьере нью-йоркского губернатора Рузвельта, историк Фрэнк Фрейдел именно его называет первой «беседой у камина». В этих обращениях Рузвельт призывает слушателей помочь ему провести преобразования. После каждой передачи сенаторы получали письма, которые заставляли их принимать нужные Рузвельту решения. Став президентом, Рузвельт начал выступать с радиообращениями 12 марта 1933 года, во время Великой депрессии. Как пишут Рассел Д. Бьюхайт и Дэвид У. Леви, название «Беседы у камина» придумал не Рузвельт, а Гарри С. Бутчер из компании CBS, который впервые использовал его в пресс-конференции, предварявшей выступление 7 мая 1933 года. Термин быстро прижился как на страницах прессы, так и в народе, после чего его использовал и сам президент.

## Хронологический список президентских «Бесед у камина»
Русский перевод приведён по данным «Библиотеки электронных ресурсов Исторического факультета МГУ им. М. В. Ломоносова». Помимо этого, в список включают выступление 6 января 1945 г. «Трудовой фронт. Будущее устройство мира».
| №  | Дата       | Русское название                                         | Английское название                                                           |
| -- | ---------- | -------------------------------------------------------- | ----------------------------------------------------------------------------- |
| 1  | 12.03.1933 | О банковском кризисе                                     | On the Bank Crisis                                                            |
| 2  | 07.05.1933 |                                                          | Outlining the New Deal Program                                                |
| 3  | 24.07.1933 |                                                          | On the Purposes and Foundations of the Recovery Program                       |
| 4  | 22.10.1933 | Механизм экономической политики «Нового курса»           | On the Currency Situation                                                     |
| 5  | 28.06.1934 | Цели и задачи «Нового курса»                             | Review of the Achievements of the Seventy-third Congress                      |
| 6  | 30.09.1934 |                                                          | On Moving Forward to Greater Freedom and Greater Security                     |
| 7  | 28.04.1935 | О государственной программе общественных работ           | On the Works Relief Program                                                   |
| 8  | 06.09.1936 |                                                          | On Drought Conditions                                                         |
| 9  | 09.03.1937 |                                                          | On the Reorganization of the Judiciary                                        |
| 10 | 12.10.1937 |                                                          | On Legislation to be Recommended to the Extraordinary Session of the Congress |
| 11 | 14.11.1937 |                                                          | On the Unemployment Census                                                    |
| 12 | 14.04.1938 |                                                          | On Economic Conditions                                                        |
| 13 | 24.06.1938 | О политике «Нового курса» и выборах 1938 г.              | On Party                                                                      |
| 14 | 03.09.1939 |                                                          | On the European War                                                           |
| 15 | 26.05.1940 |                                                          | On National Defense                                                           |
| 16 | 29.12.1940 | О военной угрозе США и помощи странам – жертвам агрессии | On National Security                                                          |
| 17 | 25.05.1941 |                                                          | Announcing Unlimited National Emergency                                       |
| 18 | 11.09.1941 |                                                          | On Maintaining Freedom of the Seas                                            |
| 19 | 09.12.1941 | О нападении Японии на Пёрл-Харбор                        | On the Declaration of War with Japan                                          |
| 20 | 23.02.1942 |                                                          | On Progress of the War                                                        |
| 21 | 28.04.1942 |                                                          | On Our National Economic Policy                                               |
| 22 | 07.09.1942 |                                                          | On Inflation and Progress of the War                                          |
| 23 | 12.10.1942 | О мобилизации экономики и трудовых ресурсах              | Report on the Home Front                                                      |
| 24 | 02.05.1943 |                                                          | On the Coal Crisis                                                            |
| 25 | 28.07.1943 |                                                          | On Progress of War and Plans for Peace                                        |
| 26 | 08.09.1943 |                                                          | Opening Third War Loan Drive                                                  |
| 27 | 24.12.1943 | О конференциях в Каире и Тегеране                        | On Tehran and Cairo Conferences                                               |
| 28 | 11.01.1944 | О законе о всеобщей воинской повинности                  | State of the Union Message to Congress                                        |
| 29 | 05.06.1944 |                                                          | On the Fall of Rome                                                           |
| 30 | 12.06.1944 |                                                          | Opening Fifth War Loan Drive                                                  |